# Baronia brevicornis
Baronia brevicornis (лат.) — реликтовый вид бабочек, единственный представитель рода Baronia в составе семейства Парусники.
По-видимому, является самой древней из ныне живущих булавоусых чешуекрылых. Она характеризуется многими общими чертами с ископаемым таксоном Praepapilio и считается самым примитивным видом группы Парусников (Papilionidae).

## Описание
Размах крыльев 55—65 мм. Вид обладает целым рядом архаичных особенностей биологии: например, куколка развивается под землёй у основания кормовых деревьев.

## Распространение и время лёта
Бабочка является эндемиком Мексики.
В настоящее время известны 2 подвида:
- B. b. brevicornis (Salvin, 1893) — обитает в Южной и Юго-Западной Мексике
- B. b. rufodiscalis (Maza & White, 1987) — обитает в Южной и Юго-Восточной Мексике.

Вид распространён локально в ограниченных точечных ареалах, которые привязаны к зарослям растения Acacia cochliacantha из семейства бобовых, на которых питаются гусеницы. Является единственным представителем семейства, гусеницы которого питаются растениями семейства бобовые. Лёт бабочек происходит в июне — примерно через неделю после начала сезона дождей и длится около 2 недель.